# C12H22
化学式C12H22（摩尔质量：166.3 g/mol，不饱和度为2）可能指：
- 环十二烯（芬蘭語：Syklododekeeni），CAS号：1501-82-2
- 环己基环己烷，CAS号：92-51-3
- 十二炔
  - 1-十二炔，CAS号：765-03-7

|  | 这个同类索引页列出了具有相同分子式的化学物（即同分異構體）条目。 除非您是有意链接至本页，否则应将相应条目的内部链接指向正确的条目。 |